# Giovanni di Malatesta
Giovanni di Malatesta   (1185 (Gregorià) - 1221 (Gregorià)) va ser un noble italià.
Fill de Malatesta menor, sembla que va quedar orfe en la infantesa. Va obtenir una bona posició a la ciutat de Rímini, on va ser membre del Consell General el 1206. Es va fer càrrec del seu nebot, Malatesta della Penna, a la mort del seu germà. El març de 1216 va rebre, juntament amb el seu nebot, la ciutadania de Rimini, a més de disposar de casa a la ciutat, fruit d'un acord amb el govern comunal, mitjançant el qual el govern de la ciutat podia disposar d'ells en temps de guerra, i de fet els obligava a residir a la ciutat de manera continuada en cas de conflicte bèl·lic, i tres mesos a cadascun en temps de pau. La comuna, a més, va donar-los protecció, immunitat fiscal i va respectar les seves jurisdiccions privades. Va morir el 1221, sembla que els seus fills no van sobresortir i va ocupar el seu lloc el seu nebot, Malatesta.